# Печения
Печения (укр. Печенія) — село в Глинянской городской общине Львовского района Львовской области Украины.
Население по переписи 2001 года составляло 142 человека. Занимает площадь 1,293 км². Почтовый индекс — 80725. Телефонный код — 3265.